# Château de Rieux-Minervois
Pour les articles homonymes, voir Château de Rieux.
Le château de Rieux-Minervois est un château situé à Rieux-Minervois, en France.

## Localisation
Le château est situé sur la commune de Rieux-Minervois, dans le département français de l'Aude.

## Historique
L'édifice est inscrit au titre des monuments historiques en 1997.
Il fut aux XIIe et XIIIe siècles un des nombreux châteaux forts de la famille de Grave alors puissants barons durant le Moyen Âge.